# Българска диалектология
Българската диалектология е наука, изучаваща диалектите на българския език, тяхното райониране, езикови особености, взаимно влияние и развитие.

## История

### 19 век
Интересът към българските диалекти започва през тридесетте години на 19 век, по което време започват и първите опити за формиране на книжовния новобългарски език, появяват се първите новобългарски граматики и се поставя въпросът за отношението между народните говори и църковнославянския език.

#### Неофит Рилски
Пръв обръща внимание на българските диалекти Неофит Рилски. Бидейки учител, той е обходил голяма част от българските земи и се е запознавал директно с диалектите. В предговора на своята „Българска граматика“ (Крагуевац, 1835) той пише: „Едни ако говорат ще да ида, други говорат ше да ида, други ке да идем, други че да идем, други ща да ида, други ша да ида, други жда ида. Едни некю, други некем, други нечем, други не щем, други ни ща, други не ща. Едни ако викат книга, други викат кинига, едни тресем, други търсим, други трасим, други тражим, други търся, едни блажим, други мърсим,... тако и в глаголите, едни говорят ходя, други ходе, други ходим. Едни търчим, други търче, други тичам.“  Там той възкликва „Тука е прочее достойно да се пожалим с негодователен глас и да речем тако: О, язиче развращений и невоздержаний! Дали има и в други некой язик толкова развращение и несогласие!“. Неофит Рилски поставя пред българските книжовници и учители задачата да изучават народните говори и събират словното богатство и чрез това да очистят езика от насилствено навлезлите в него гърцизми и турцизми.

#### Юрий Венелин
Почти едновременно с Неофит Рилски на българските диалекти обръща внимание руският учен Юрий Венелин, който по време на своето пътуване и България през 1830 се е запознал с някои техни особености. През 1838 г. той издава книгата си „О зародише новой болгарской словесности“, преведена на български през 1842 г.

#### Сичан-Николов: западни и източни говори
На българските диалекти обръща внимание също и Христодул Костович Сичан-Николов. Той е първият, който разделя българските диалекти на два типа – западни и източни въз основа на ятовия изговор в предговора на своята „Болгарска аритметика“ (Букурещ, 1835).

#### Виктор Григорович
През 1848 г. руският учен Виктор Григорович след продължителни обиколки из България се среща с Христодул К. С. Николов. Григорович обосновава научно предложената от Николов делба на българските диалекти на западни и източни. По такъв начин Григорович поставя началото на българската диалектология като научна езиковедска дисциплина. В своя „Очерк путешествия по европейской Турции“ (Москва, 1848), той пише, че западните говори обхващат „цяла Македония до Доспатските планини и на север от тях включват част от крайдунавска България до самия Видин“, а източните – „на изток от Доспат и на север и юг от Балкана“. Там той посочва и седем основни разлики между западните и източните диалекти. Подялбата на българските диалекти, предложена от Николов и разработена от Григорович, се възприема по-късно от всички български диалектолози.

#### Други: Гаврил Кръстевич, Партений Зографски, Петко Славейков
През четиридесетте, петдесетте и шестдесетте години на 19 век на българските диалекти обръщат внимание редица български книжовници като Гаврил Кръстевич, архимандрит Партений Зографски, Петко Славейков и други. Наред с общите сведения за българските диалекти и тяхното деление започват да се появяват и кратки бележки за отделни български говори. Така постепенно се натрупват диалектоложки данни, които позволяват по-късно да се изгради българската диалектология.

#### Проф. Хатала, Ватрослав Ягич
През 1857 г. в цариградския вестник „Съветник“ (бр. 29) е обнародвана Дописка от село Висока, Солунско, писана на местен диалект с думи като „гленда“, „чендата“, „ензикь“, „пънть“, „мънч“, „мънчение“ и други. Така се открива една архаична особеност във Височкия и другите солунски говори, която пражкият професор Хатала съобщава на научната общественост. Словенецът Ватрослав Облак, подтикнат от своя учител Ватрослав Ягич да намери по-силни доказателства по въпроса за родината на старославянския език прекарал няколко месеца в солунската област (1891 – 1892). В посмъртно издадените му Macedonische Studien (Македонски студии) (Виена, 1896) той не се съмнява, че тук е родината на Кирило-Методиевия език. На своя учител той пише „Само още няколко отломки на склонението и една добра фантазия и в диалекта на (село) Сухо щеше да бъде открит езикът на Кирил и Методий“.

#### Марин Дринов
Първият български учен, който пише научни трудове по българска диалектология, е Марин Дринов. Особено важна е неговата статия Предаване на старобългарските Ѫ и ъ в новобългарски.

#### Константин Иречек
Непосредствено след Освобождението с българска диалектология се е занимавал и видният чешки историк проф. Константин Иречек, който известно време е бил секретар на Министерството на народната просвета и който има големи заслуги за развитието на българската наука. В статията си Помашки песни от Чепино (Период. сп., 1884, стр. 82 – 83) той се спира на деленето на българските диалекти на западни и източни и покрай седемте делитбени признака, посочени от Григорович, посочва нови шест. Там Иречек говори и за различните видове определителен член при имената от мъжки род, очертава ятовата граница и посочва особеностите на някои говори в североизточна България.

#### Любомир Милетич, Балан и други
Особено голяма заслуга за развитието на българската диалектология имат първите професори във Висшето училище – бъдещият Софийски университет проф. Любомир Милетич, проф. Беньо Цонев, проф. Александър Теодоров-Балан и проф. Димитър Матов. Чрез тях започва системното изучаване на българските диалекти и се публикуват редица научни трудове. По-късно делото им е продължено от проф. Стефан Младенов, проф. Кирил Мирчев и проф. Цветан Тодоров и други.

### 20 век

#### Школа на Стойко Стойков. Структурна диалектология
Нов тласък получава българската диалектология благодарения на усилията на надарения и енергичен проф. Стойко Стойков. Благодарение на него българската диалектология изпреварва значително диалектологиите на много други страни, като още през 1964 г. започва издаването на диалектни атласи, каквито все още няма изработени за много други езици.
Проф. Стойков създава подробен план-програма за всестранно, систематично и еднообразно описание на отделните диалекти. За изработката на българския диалектен атлас той успява да привлече голям брой учени не само от България, но и от Съветския съюз. Стойков въвежда използването на мрежа от 339 точки на територията на България, в които не е имало миграции на население и по такъв начин представят в чист вид отделни български диалекти. През 1956 – 1958 той създава стандартни въпросници, организира групи от студенти и учители за полева работа и ги изпраща на тримесечни изследвания в различни места. Въпреки ранната смърт на проф. Стойков (1969) през 1964 – 1981 са издадени три диалектни атласа, обхващащи цялата територия на България, а по-късно и още три, обхващащи българските диалекти извън територията на България.
Школата на проф. Стойков ни дава един от най-добрите примери за структурна диалектология. Учените изследват взаимовръзките между различни диалекти на територията на България като използват най-добрите методики, изработени в западното езикознание (и адаптирани от проф. Стойков за конкретната ситуация в България). Изучават се и българските диалекти в Румъния и бившия Съветски съюз.
По онова време българската диалектология зависи до голяма степен от официалната политика на комунистическа България. Затова проф. Стойков не е могъл да обърне внимание на диалектите в Северна Гърция, Македония и Сърбия, макар че на няколко места в книгата неприкрито заявява, че македонските говори са български. От друга страна, той предлага ново разчленение на диалектите на „централни“ (Средна, Източна и част от Северозападна България) и „периферни“ (Югозападна, Югоизточна и също част от Северозападна България). След смъртта му проф. Стойков и последователите му са дискредитирани, а трудовете им са обявени за неправилни, защото неговата теория се възприема като не достатъчно патриотична: тълкува се в смисъл, че „българският език се намирал само в центъра, а периферията не била българска“.

#### Скандали
През 1965 г. започва подготовката по изработване на общославянски диалектен атлас (Общеславянский лингвистический атлас). Той е завършен и издаден през 1988 г. В него обаче територията на България е отбелязана с бяло поле, тъй като българската делегация изтегля своите данни, недоволна от това, че диалектите на територията на Република Македония (тогава част от Югославия) в атласа са обозначени като македонски, а не като български.

#### След 1989
След падането на комунизма в България проф. Стойков е реабилитиран, а през 1993 г. под редакцията на Максим Младенов е преиздаден неговият станал вече класически учебник по българска диалектология, в който са добавени и сведения за диалектите във Вардарска и Егейска Македония. Контактите между български и чужди учени стават свободни и не е нужно да бъдат одобрявани от някакъв висш орган. Едно международно признание за българската школа става международният проект Revitalizing Bulgarian dialectology (букв. оживяване на българската диалектология). В него група от български и северноамерикански студенти и професори прекарват няколко седмици из различни краища на България като обменят опит. Българските представители обучават чуждите на различните техники за събиране на информация за диалектите, а чуждите диалектолози обучават българските на модерните аналитични техники, използвани в Северна Америка. Много от студентите, участвали в този проект, вече са написали научни дисертации по диалектология.

## Диалектна делитба на българския език
- Източни български говори
  - Североизточни говори
    - Мизийски (източномизийски) говори
    - Балкански говори
    - Подбалкански говори

  - Югоизточни говори
    - Източнорупски (странджански) говор
    - Източнорупски (тракийски) говори
    - Среднорупски (родопски) говори
    - Западнорупски говори
- Западни български говори
  - Северозападни говори
    - Същински северозападни (западномизийски) говори
    - Крайни северозападни говори

  - Югозападни говори
    - Същински югозападни говори
    - Крайни югозападни говори